# Flemingia wightiana
Flemingia wightiana är en ärtväxtart som beskrevs av Robert Wight och George Arnott Walker Arnott. Flemingia wightiana ingår i släktet Flemingia och familjen ärtväxter. Inga underarter finns listade i Catalogue of Life.